# La Belle Personne
La bella persona (en francés: La belle personne) es un drama francés del año 2008 dirigido por Christophe Honoré.

## Argumento
El argumento está relacionado con la novela francesa del siglo diecisiete La Princesa de Cléveris. Después de la muerte de su madre, Junie (Léa Seydoux) se traslada al colegio al que su primo Mathias (Esteban Carjaval-Alegría) asiste. Ella llama la atención de mucha gente, especialmente de Otto (Grégoire Leprince-Ringuet) y Nemours (Louis Garrel), su profesor de italiano. En la clase de italiano, una grabación de opera Maria Callas "Lucía" provoca que Junie salga corriendo llorando, dejando atrás sus asuntos. Nemours ve una foto suya tomada por otro estudiante y se queda con ella. Después de esto, Nemours la persigue a pesar de que ha mezclado sus sentimientos al respecto. Él está tan enamorado de ella que rompe su relación con Florence Perrin, una profesora (Valerie Lang), y María, una estudiante (Agathe Bonitzer). Nemours cambia asientos con Mathias durante un viaje de estudios al cine. Marie ve una nota dejada en el asiento y la noticia se expande por todo el grupo estudiantil. Esta carta es una carta de amor que todo el mundo piensa que ha sido escrita por Nemours. Junie, leyendo la carta, se enfada mucho, creyendo que Nemours está enamorado de alguien más. Mathias va donde Nemours y le explica que esa era la carta de otro chico llamado Martin y le pide que diga que pertenece al profesor. A uno de los amigos de Otto de la clase de ruso se le pide que la espíe después de la actitud fría de Junie con Otto y la actitud tierna de Nemours con Junie. Él lo confunde con besos y Otto se enfrenta con Junie por el malentendido. Ella lo niega y se marcha a casa. Otto se suicida al día siguiente saltando de un piso muy alto en el colegio. Después del suicidio de Otto, Junie no va al colegio durante tres semanas y acude sólo después de que Nemours le cuenta a Mathias que va a coger baja por enfermedad hasta el final del semestre. Nemours sigue a Junie y ella decide acercarse. Él le pide tiempo para hablar y se ven corriendo por la ciudad. Él la lleva a su habitación, dónde ella empieza a hablar sobre amor. Él la lleva a su casa, dónde conciertan una cita a las 5 de la tarde del día siguiente. Nemours espera hasta las 7, después llama Mathias. Él se deprime y le cuenta que ella se marchó ayer. Ella también dijo que no quería volver a verlo nunca más. Al final de la película se ve a Junie partiendo en un barco hacia algún lugar, no importa donde siempre que sean felices.

## Reparto
Los nombres en paréntesis corresponden a los personajes de La Princesse de Clèves.
- Louis Garrel: Jacques Nemours (El duque de Nemours)
- Léa Seydoux : Junie de Chartres (La princesa de Cléveris)
- Grégoire Leprince-Ringuet : Otto Clèves (El príncipe de Cléveris)
- Esteban Carvajal Alegría : Matthias de Chartres (El vizconde de Chartres)
- Anaïs Demoustier : Catherine (La reina Catherine de Médicis)
- Agathe Bonitzer : Marie Valois (La reina Dauphine)
- Simon Truxillo : Henri Valois (El rey Henri II)
- Jacob Lyon : Jacob (El caballero de Guise)
- Tanel Derard : Tanel
- Martin Simeon : Martin
- Jeanne Audiard : Jeanne
- Esther Garrel : Esther
- Clotilde Hesme : Mme. de Tournon, El bibliotecario (Mme. de Tournon)
- Valérie Lang : Florence Perrin, profesor de historia y ex- amante de Nemours
- Chantal Neuwirth : Nicole, Anfitriona del café Sully
- Jean-Michel Portal : Estouteville, el profesor de matemáticas (Estouteville)
- Dominic Gould : El profesor de inglés
- Alice Butaud : El profesor de ruso
- Matilde Incerti : El profesor de francés
- Chiara Mastroianni : Chica en el café Sully. (La actriz que interpreta a la princesa de Cléveris en La Lettre.)

## Curiosidades
- La película fue rodada en cuatro semanas, entre el 27 de diciembre de 2007 y el 30 de enero de 2008 en el Lycée Molière del distrito 16 de París. Muchas de las escenas fueron filmadas en las calles de París y en las estaciones de metro de Passy y Gare Quai.
- La actriz Chiara Mastroanni hace un cameo mientras Junie está sentada en el café. Interpreta un papel similar al de Junie en otra adaptación cinematográfica, La lettre, de La Princesa de Cléveris.